# Impress (logiciel)
 (novembre 2013).
Si vous disposez d'ouvrages ou d'articles de référence ou si vous connaissez des sites web de qualité traitant du thème abordé ici, merci de compléter l'article en donnant les références utiles à sa vérifiabilité et en les liant à la section « Notes et références ».

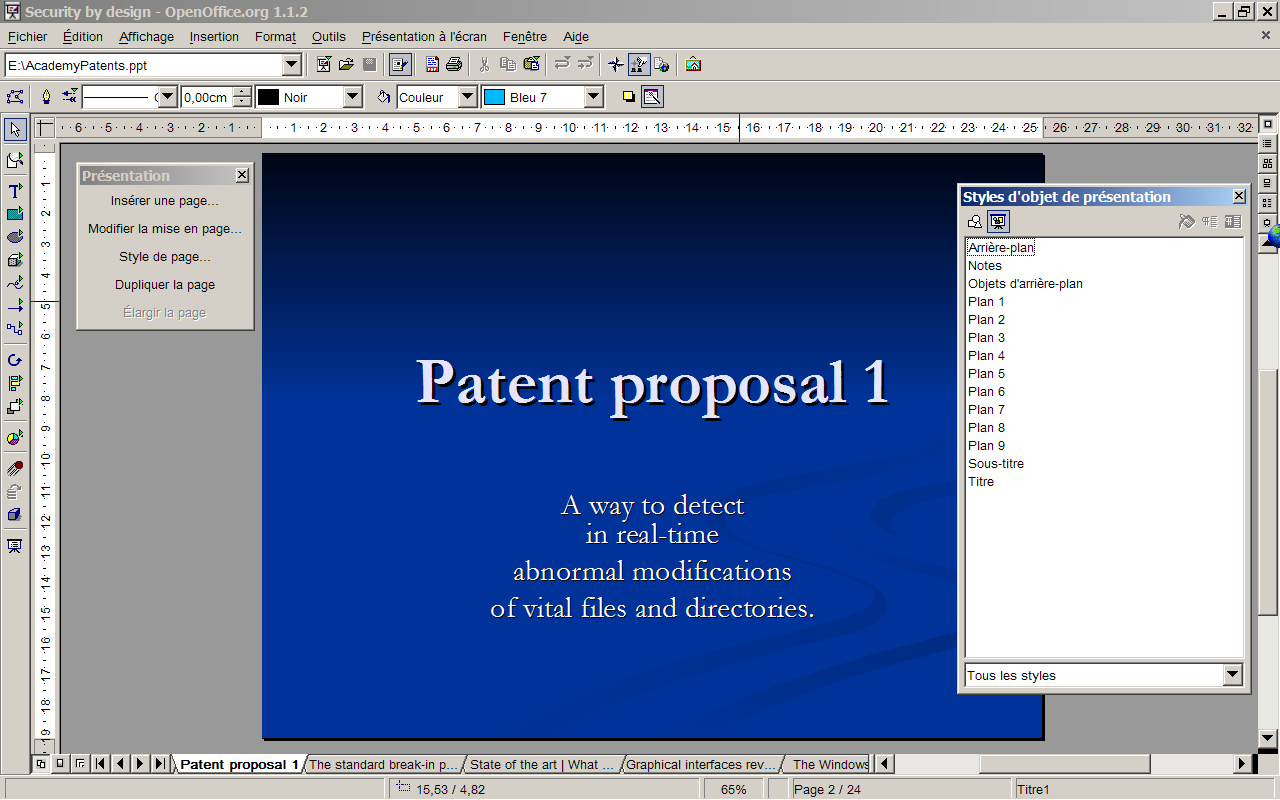
OpenOffice.org Impress. Cette présentation avait été à l'origine préparée sous MS PowerPoint.

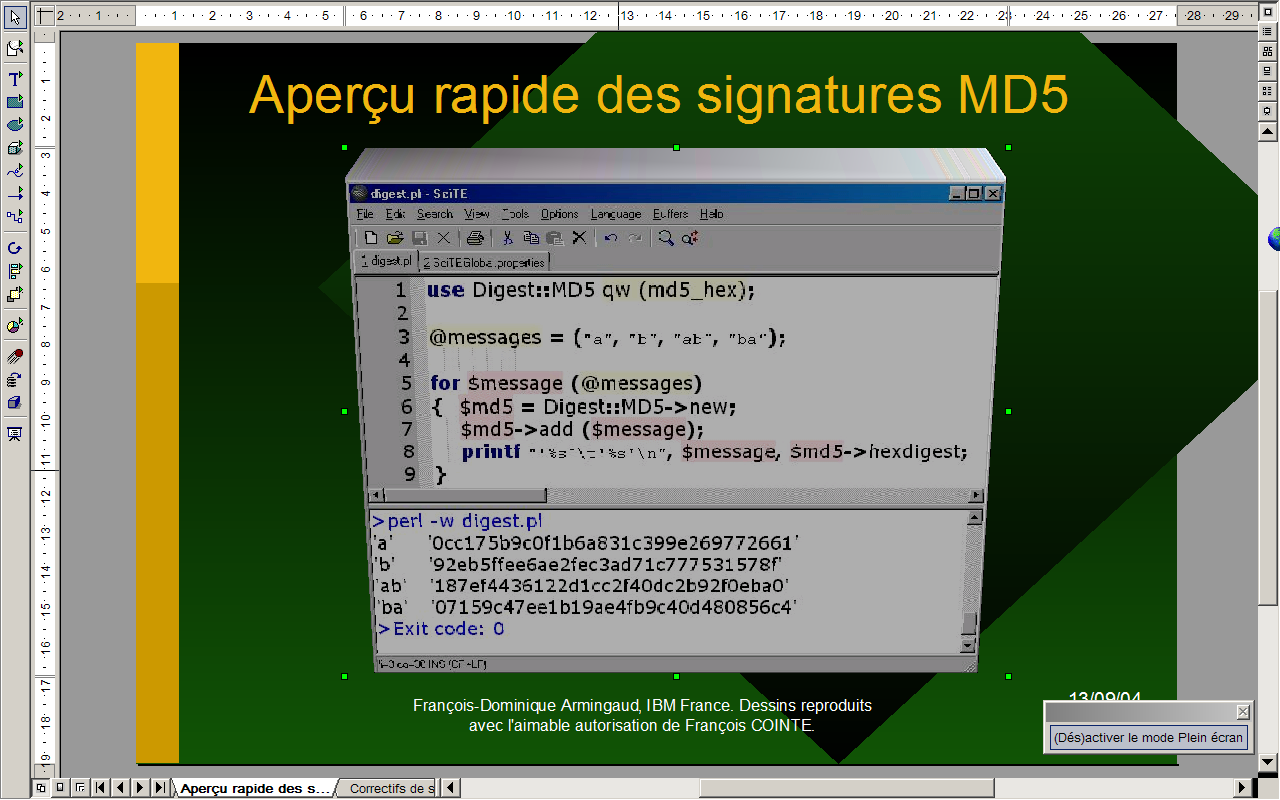
Exemple d'effet 3D dans une présentation (ici sur une capture d'écran SciTE).

Impress est le logiciel de présentation des suites bureautiques libres LibreOffice et Apache OpenOffice,,.

## But
Impress vise à produire des diaporamas. Ces diaporamas peuvent servir :
- à illustrer une présentation orale, une réunion, etc. ;
- de support de cours pour les étudiants ;
- de support de présentation pour un produit, une technologie, etc. ;
- à grouper des images d'un même type (illusions d'optique, œuvres d'un même artiste, images humoristiques, etc.), souvent pour être envoyées par courrier électronique à des proches ou des listes de diffusions dédiées.

## Fonctionnement
Un diaporama se compose d'un ensemble ordonné de « diapositives ». Une transition est le passage d'une diapositive à une autre. Des effets visuels pour les transitions sont proposés (dissolution, balayage à gauche, etc.). La présentation est l'ensemble des pages, une page peut contenir plusieurs diapositives. Le logiciel propose d'ajouter de nombreux éléments graphiques dans les pages.

### Types d'éléments
Parmi ces éléments, on trouve :
- du texte ;
- des dessins :
  - courbes, polygones ;
  - formes de bases (lignes, flèches, rectangles, ellipses, trapèzes, secteurs de cercle, croix…) ;
  - formes des symboles (lune, frimousse, pièce de puzzle…) ;
  - organigrammes ;
  - connecteurs avec des points de colle redéfinissables ;
- des images importées ;
- des hyperliens ;
- des objets 3D ;
- des objets animés ;
- des formules mathématiques ;
- des champs pour l'insertion automatique de date, de numéros de page… ;
- effet de titre ;

### Modification des éléments
Ces éléments peuvent être manipulés :
- déplacement ;
- rotation ;
- alignement ;
- modification de taille ;
- disposition en profondeur (cas ou les éléments se superposent) ;
- connexion et déconnexion pour les connecteurs inter-dessins ;

Selon les éléments, leurs propriétés peuvent être changées :
- épaisseur des lignes et des contours ;
- texte associé à l'élément ;
- couleur de contour, couleur de remplissage ;
- gras, italique ;

## Les modes
Un mode donne une certaine représentation du diaporama en vue de faire une activité (changer l'ordre des diapositives par exemple). Les modes ne permettent pas tous de faire les mêmes actions sur le diaporama. Cela permet de spécialiser l'IHM en fonction de l'activité relative au mode.
Liste des modes :
mode diaporamaprésente en plein écran la succession des diapositives de la présentation. L'utilisateur contrôle le mécanisme de changement de diapositive :
- manuellement, via les périphériques d'entrée (par exemple en cliquant sur le bouton droit de la souris),
- ou en définissant une durée d'affichage d'une diapositive, le changement de page se fait alors automatiquement.

mode normalpermet l'édition des éléments d'une seule diapositive à la fois.
mode notepermet d'associer un texte de commentaire à chaque diapositive.
mode plandonne un récapitulatif textuel structuré du plan du diaporama.
mode prospectuspermet d'organiser plusieurs diapositives sur une page, en vue de l'imprimer.
mode trieuse de diapositivesfacilite les déplacements des diapositives au sein du diaporama.

## Format de fichier
Le format natif d'Impress est l'OpenDocument (appelé aussi ODF), qui est un format ouvert, il est l'objet d'une norme ISO. Son extension de nom de fichier est odp.
Impress est en outre capable de travailler avec les formats d'autres suites bureautiques, parmi lesquelles :
- PowerPoint ;
- première version d'OpenOffice.org ;
- StarDraw ;
- StarImpress.

Il peut également exporter un document en pdf ou en flash.

## Identité visuelle

Logo de la version 2.0.
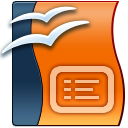
Logo de la version 3.0.
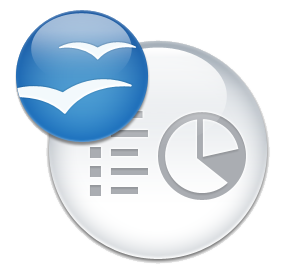
Logo de la version 3.2.1.

## Version LibreOffice

### Identité visuelle (LibreOffice)

Ancienne version du logo LibreOffice Impress.
Version actuelle du logo LibreOffice Impress.